# Division 2 1983/84
Die Division 2 1983/84 war die 45. Austragung der zweithöchsten französischen Fußballliga. Es handelte sich seit 1970 um eine offene Meisterschaft mit Profis und Amateuren. Gespielt wurde vom 23. Juli 1983 bis zum 21. April 1984; von Anfang Dezember bis Mitte Januar gab es eine Winterpause. Das frühe Saisonende war der in Frankreich ausgetragenen Europameisterschaftsendrunde geschuldet.
Zweitligameister wurde der FC Tours.

## Vereine
Teilnahmeberechtigt waren die 28 Vereine, die nach der vorangegangenen Spielzeit weder in die erste Division auf- noch in die dritte Liga (National) abgestiegen waren; dazu kamen drei Erstligaabsteiger und sechs Aufsteiger aus der National. Diese 37 Teilnehmer spielten in zwei überwiegend nach regionalen Gesichtspunkten eingeteilten Gruppen (eine mit Mannschaften aus dem Norden und Westen sowie eine mit Teams aus dem Süden und Osten).
Somit spielten in dieser Saison folgende Mannschaften um die Meisterschaft der Division 2:
- Gruppe A: Racing Club Franc-Comtois Besançon, FC Gueugnon, CS Cuiseaux-Louhans, FC AS Grenoble, CS Thonon, Aufsteiger FC La Roche-sur-Yon, FC Limoges, AS Angoulême, AS Libourne, Aufsteiger FC Villefranche, Absteiger Olympique Lyon, AS Béziers, Aufsteiger FC Sète, Montpellier La Paillade SC, Olympique Alès, FC Martigues, Olympique Marseille, AS Cannes, OGC Nizza
- Gruppe B: US Dunkerque, Aufsteiger FC Roubaix, US Valenciennes-Anzin, SC Abbeville, Le Havre AC, AS Red Star, Racing Paris, Stade Français 92 Paris, Stade Reims, Aufsteiger CS Sedan-Mouzon, Absteiger FC Mulhouse, Entente Montceau-les-Mines, US Orléans, LB Châteauroux, Absteiger FC Tours, SCO Angers, EA Guingamp, Aufsteiger Stade Quimper

Direkt aufstiegsberechtigt waren nur die jeweiligen Gruppenersten. Dazu kam eine Relegation zwischen dem am schlechtesten platzierten Erstligisten, der nicht direkt abstieg, und dem besten, nicht direkt aufstiegsberechtigten Zweitligisten.

## Saisonverlauf
Jede Mannschaft trug gegen jeden Gruppengegner ein Hin- und ein Rückspiel aus, einmal vor eigenem Publikum und einmal auswärts. Es galt die Zwei-Punkte-Regel; bei Punktgleichheit gab die Tordifferenz den Ausschlag für die Platzierung. In Frankreich wird bei der Angabe des Punktverhältnisses ausschließlich die Zahl der Pluspunkte genannt; hier geschieht dies in der in Deutschland zu Zeiten der 2-Punkte-Regel üblichen Notation.
Während die Aufsteiger sich sämtlich nur in der unteren Hälfte der jeweiligen Gruppentabelle platzieren konnten – und die Hälfte von ihnen umgehend in die dritte Liga zurückkehren musste –, wahrten zwei der drei Erstligaabsteiger die Chance auf den sofortigen Wiederaufstieg, der letztlich allerdings nur dem FC Tours gelang. Dieser wurde begleitet von zwei besonders torfreudigen Mannschaften, die beide über 90 Punktspieltreffer erzielt hatten, Olympique Marseille und dem nach zwei schwierigen Jahrzehnten in die Division 1 zurückkehrenden Traditionsklub Racing Paris, bei dem der algerische Nationalspieler Rabah Madjer mit 20 Saisontreffern auf sich aufmerksam gemacht hatte. In der Gruppe A war diesmal insbesondere der Kampf gegen den Abstieg sehr eng: den Neunten aus Thonon-les-Bains trennten am Ende vom 16., dem ersten Absteiger, lediglich vier Punkte.
In den 648 Begegnungen wurden 1.680 Treffer erzielt; das entspricht einem Mittelwert von 2,6 Toren je Spiel. Erfolgreichste Torschützen waren Mario Relmy aus Limoges in Gruppe A und Omar da Fonseca aus Tours in Gruppe B mit jeweils 23 Treffern, die sich somit die Liga-Torjägerkrone teilten. Zur folgenden Spielzeit kamen mit der AS Saint-Étienne, Olympique Nîmes und Stade Rennes drei Absteiger aus der Division 1 hinzu; aus der dritthöchsten Liga stiegen fünf Mannschaften auf, und zwar SM Caen, SC Amiens, CO Le Puy, AEPB La Roche-sur-Yon und der FC Valence, so dass die Liga wieder 36 Teilnehmer umfasste.

## Abschlusstabellen

### Gruppe A
| Pl. | Verein                     | Sp. | S  | U  | N  | Tore    | Diff. | Punkte |
| --- | -------------------------- | --- | -- | -- | -- | ------- | ----- | ------ |
| 1.  | Olympique Marseille        | 36  | 22 | 12 | 2  | 092:320 | +60   | 56:16  |
| 2.  | OGC Nizza                  | 36  | 23 | 7  | 6  | 072:280 | +44   | 53:19  |
| 3.  | Olympique Lyon             | 36  | 17 | 13 | 6  | 055:260 | +29   | 47:25  |
| 4.  | FC Limoges                 | 36  | 17 | 11 | 8  | 055:370 | +18   | 45:27  |
| 5.  | Montpellier La Paillade SC | 36  | 16 | 11 | 9  | 057:430 | +14   | 43:29  |
| 6.  | AS Cannes                  | 36  | 14 | 12 | 10 | 053:480 | +5    | 40:32  |
| 7.  | FC AS Grenoble             | 36  | 14 | 9  | 13 | 045:520 | −7    | 37:35  |
| 8.  | Olympique Alès             | 36  | 10 | 16 | 10 | 037:400 | −3    | 36:36  |
| 9.  | CS Thonon                  | 36  | 11 | 11 | 14 | 039:510 | −12   | 33:39  |
| 10. | FC Martigues               | 36  | 11 | 10 | 15 | 049:590 | −10   | 32:40  |
| 11. | FC Sète (N)                | 36  | 11 | 10 | 15 | 041:560 | −15   | 32:40  |
| 12. | CS Cuiseaux-Louhans        | 36  | 9  | 13 | 14 | 037:500 | −13   | 31:41  |
| 13. | FC Gueugnon                | 36  | 9  | 12 | 15 | 033:380 | −5    | 30:42  |
| 14. | Racing FC Besançon         | 36  | 8  | 14 | 14 | 048:570 | −9    | 30:42  |
| 15. | AS Béziers                 | 36  | 10 | 10 | 16 | 035:530 | −18   | 30:42  |
| 16. | AS Libourne                | 36  | 9  | 11 | 16 | 032:480 | −16   | 29:43  |
| 17. | FC La Roche-sur-Yon (N)    | 36  | 11 | 6  | 19 | 037:600 | −23   | 28:44  |
| 18. | AS Angoulême               | 36  | 9  | 9  | 18 | 033:470 | −14   | 27:45  |
| 19. | FC Villefranche (N)        | 36  | 8  | 9  | 19 | 044:690 | −25   | 25:47  |

Platzierungskriterien: 1. Punkte – 2. Tordifferenz – 3. geschossene Tore

| (A) | Absteiger aus der Division 1 1982/83 |
| (N) | Neuaufsteiger                        |

### Gruppe B
| Pl. | Verein                     | Sp. | S  | U  | N  | Tore    | Diff. | Punkte |
| --- | -------------------------- | --- | -- | -- | -- | ------- | ----- | ------ |
| 1.  | FC Tours (A)               | 34  | 24 | 5  | 5  | 080:300 | +50   | 53:15  |
| 2.  | Racing Paris               | 34  | 24 | 4  | 6  | 091:260 | +65   | 52:16  |
| 3.  | Le Havre AC                | 34  | 18 | 11 | 5  | 057:290 | +28   | 47:21  |
| 4.  | Stade Reims                | 34  | 20 | 5  | 9  | 068:400 | +28   | 45:23  |
| 5.  | US Valenciennes-Anzin      | 34  | 17 | 7  | 10 | 045:390 | +6    | 41:27  |
| 6.  | US Orléans                 | 34  | 14 | 11 | 9  | 039:320 | +7    | 39:29  |
| 7.  | FC Mulhouse (A)            | 34  | 15 | 8  | 11 | 060:420 | +18   | 38:30  |
| 8.  | US Orléans                 | 34  | 14 | 10 | 10 | 052:450 | +7    | 38:30  |
| 9.  | Stade Français 92 Paris    | 34  | 10 | 13 | 11 | 036:370 | −1    | 33:35  |
| 10. | LB Châteauroux             | 34  | 12 | 7  | 15 | 041:640 | −23   | 31:37  |
| 11. | CS Sedan-Mouzon (N)        | 34  | 11 | 8  | 15 | 029:420 | −13   | 30:38  |
| 12. | SC Abbeville               | 34  | 8  | 12 | 14 | 033:460 | −13   | 28:40  |
| 13. | US Dunkerque               | 34  | 9  | 9  | 16 | 022:510 | −29   | 27:41  |
| 14. | SCO Angers                 | 34  | 9  | 8  | 17 | 033:490 | −16   | 26:42  |
| 15. | Stade Quimper (N)          | 34  | 7  | 12 | 15 | 028:480 | −20   | 26:42  |
| 16. | AS Red Star                | 34  | 9  | 8  | 17 | 030:520 | −22   | 26:42  |
| 17. | Entente Montceau-les-Mines | 34  | 3  | 11 | 20 | 022:510 | −29   | 17:51  |
| 18. | FC Roubaix (N)             | 34  | 3  | 9  | 22 | 020:630 | −43   | 15:53  |

Platzierungskriterien: 1. Punkte – 2. Tordifferenz – 3. geschossene Tore

| (A) | Absteiger aus der Division 1 1982/83 |
| (N) | Neuaufsteiger                        |

## Ermittlung des Meisters
Die beiden Gruppensieger trafen in Hin- und Rückspiel aufeinander, um den diesjährigen Meister der Division 2 zu ermitteln. Dabei setzte Tours sich mit einem 3:2-Sieg und einem 1:1-Unentschieden gegen Marseille durch und gewann so die diesjährige Zweitligameisterschaft.
| Gruppe A            | Gesamt | Gruppe B | Hinspiel | Rückspiel |
| ------------------- | ------ | -------- | -------- | --------- |
| Olympique Marseille | 3:4    | FC Tours | 1:1      | 2:3       |

## Relegation
Die Gruppenzweiten und, erstmals in dieser Spielzeit, auch die beiden Drittplatzierten kämpften darum, wer von ihnen gegen den Erstliga-18. AS Saint-Étienne um einen weiteren Aufstiegsplatz in die höchste Spielklasse spielen durfte. Zunächst trafen die beiden Zweiten in einem einzigen Spiel jeweils auf den Dritten der anderen Gruppe; hierbei setzten sich Nizza gegen Le Havre (4:3) sowie Racing Paris gegen Lyon (3:1) erst nach Verlängerung durch und trafen anschließend – nun wieder in Hin- und Rückspiel – aufeinander. Dabei gewannen Nizza (mit 2:0) und Paris (mit 5:1) jeweils ihr Heimspiel, so dass die Tordifferenz den Ausschlag zugunsten der Hauptstadtelf gab.
Danach besiegte Racing in der Addition zweier Spiele auch Saint-Étienne (0:0 und 2:0) und stieg somit als dritter Zweitdivisionär in die Division 1 auf.
|                            | Ergebnis  |                              |
| -------------------------- | --------- | ---------------------------- |
| OGC Nizza (2. Gruppe A)    | 4:3       | Le Havre AC (3. Gruppe B)    |
| Racing Paris (2. Gruppe B) | 3:1 n. V. | Olympique Lyon (3. Gruppe A) |

| Sieger Spiel 1 | Gesamt | Sieger Spiel 2 | Hinspiel | Rückspiel |
| -------------- | ------ | -------------- | -------- | --------- |
| OGC Nizza      | 3:5    | Racing Paris   | 2:0      | 1:5       |

| Division 2   | Gesamt | Division 1       | Hinspiel | Rückspiel |
| ------------ | ------ | ---------------- | -------- | --------- |
| Racing Paris | 2:0    | AS Saint-Étienne | 0:0      | 2:0       |